# NGC 141
NGC 141は、うお座の方角にあるレンズ状銀河である。1864年8月29日にアルベルト・マルトが発見した。地球から約5.25億光年離れており、直径は約10万光年である。